# Ruhmesorden

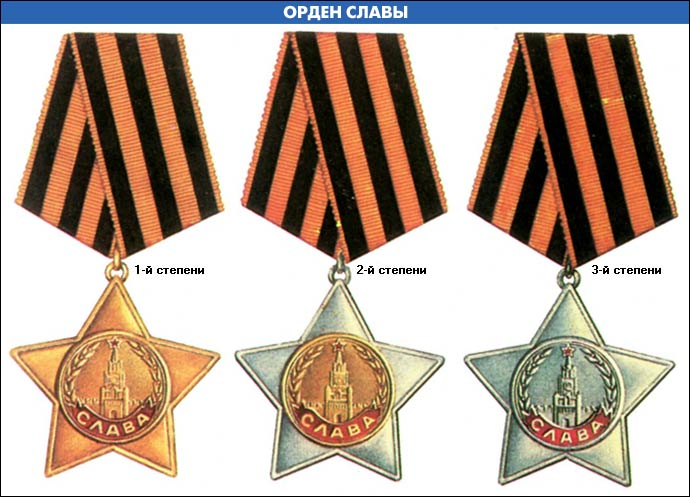
Der Ruhmesorden in allen Klassen

Der Ruhmesorden (russisch Орден Славы) wurde am 8. November 1943 vom Präsidium des Obersten Sowjets der Sowjetunion gestiftet. Der Orden hat drei Klassen und wurde nur an Soldaten bis zum Rang des Unteroffiziers verliehen. Die Verleihpraxis war, dass ein Soldat zuerst mit der rangniedrigsten dritten Klasse ausgezeichnet wurde, dann der zweiten und zum Schluss der höchsten, der ersten Klasse. Träger aller Klassen wurden „Ritter des Ruhmes-Ordens“, was zu den gleichen Privilegien wie ein „Held der Sowjetunion“ berechtigte. Das Band dieser Medaille ist das Sankt-Georgs-Band.
Im Großen Vaterländischen Krieg wurde der Orden der I. Klasse 2.656 Mal verliehen. Den Orden II. Klasse erhielten 46.000 und III. Klasse 868.000 Militärangehörige.

## Bekannte Träger

### Träger des Ruhmesordens I. Klasse

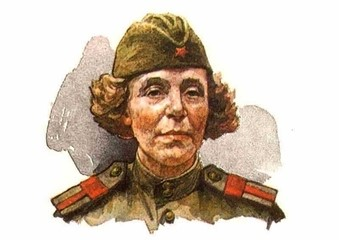
Nina Pawlowna Petrowa

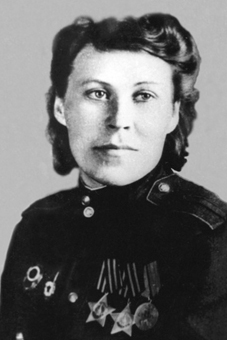
Nadeschda Alexandrowna Schurkina

- Iwan Grigorjewitsch Dratschenko (1922–1994), Hauptmann, Bomberflieger, 26. November 1968[3][4]
- Matrjona Semjonowna Netscheportschukowa (1924–2017), Oberfeldwebel, 1946[5]
- Nina Pawlowna Petrowa (1893–1945), Hauptfeldwebel, Scharfschützin, 29. Juni 1945[6][7]
- Nadeschda Alexandrowna Schurkina (1920–2002), Hauptfeldwebel, Pilotin, 23. Februar 1948[8][9]
- Danutė Stanelienė (1922–1994), Feldwebel, 24. März 1945[10]

### Träger des Ruhmesordens II. Klasse
- Nikolai Alexandrowitsch Bojarski (1922–1988), Oberfeldwebel, April 1945[11]
- Rosa Jegorowna Schanina (1924–1945), Scharfschützin, 22. September 1944[12]
- Alexei Makarowitsch Smirnow (1920–1979), Oberfeldwebel, 6. Februar 1945[13]

### Träger des Ruhmesordens III. Klasse
- Nikolai Alexandrowitsch Bojarski (1922–1988), Rotarmist, November 1944[14]
- Oles Hontschar (1918–1995), Oberfeldwebel, 4. März 1945[15]
- Abdulchakim Issakowitsch Ismailow (1916–2010), Feldwebel, 1945[16]
- Sergei Wsewolodowitsch Jablonski (1924–1998), Oberfeldwebel, 25. Oktober 1944[17]
- Nina Alexejewna Lobkowskaja (* 1924), Leutnant, Scharfschützin, 3. Juni 1944[18]
- Nikolai Iwanowitsch Massalow (1922–2001), Oberfeldwebel, 7. Mai 1945[19]
- Natalija Sergejewna Prosorowa (1922–2006), 1945[20]
- Rosa Jegorowna Schanina (1924–1945), Scharfschützin, 18. April 1944[21]
- Heinrich Schultz (1924–2012), Feldwebel, 30. November 1944[22]
- Alexei Makarowitsch Smirnow (1920–1979), Kompaniefeldwebel, 15. September 1944[23]